# Chirurgia dell'apparato digerente
La chirurgia dell'apparato digerente è quella branca specialistica della chirurgia che si occupa di interventi nell'area esofagea, gastrica, intestinale, oltre che epato-colecistica.
##va cambiato il sottotitolo, attualmente riporta "è branca"##

## Scuola di specializzazione
I medici laureati in Medicina e chirurgia, dopo aver frequentato il corso di laurea della durata di 6 anni accademici, possono diventare chirurghi specialisti in Chirurgia dell'apparato digerente frequentando la scuola di specializzazione. A tale scuola si accede per concorso e la frequenza al corso di specializzazione ha la durata di 5 anni accademici.